# Vágási Judit
Vágási Judit (született Szöllősy) (1959. május 19., 1962. október 3. vagy 1960. október 14. – ) a Szomszédok c. magyar tévésorozat egyik szereplője, ének-rajz szakos tanár. Ivancsics Ilona alakította, Jutka a sorozat szinte összes epizódjában szerepelt.
Édesapja Szöllősy Pál fogorvos, édesanyja Szöllősy Zsuzsa (született Kolossy) szemészorvos. Férjével, Vágási Ferivel 1987-ben költözött a budapesti Gazdagréti lakótelepen lévő Lantos utca 8. szám alá. A közeli általános iskolában tanított. Édesapja nem nézte jó szemmel, hogy egy egyszerű nyomdászhoz ment hozzá, ezért Jutka kapcsolata vele elég rossz volt.
A régi iskolájában felmondott, mert a lakótelepen egy, lakásuktól alig pár percre levő iskola nyílt. A lakótelepi általános iskolában nemsokára igazgatóhelyettesi állást kapott. Az iskolában sok ügyet intézett, nyári táborokba vitte a gyereket. Az első terhessége során elvetélt, mert a nyaralásukon egy nehéz, szilvával teli kosarat emelt fel. A második alkalommal megszületett fiúgyermeke, Matyi.
Ferivel harmonikus házasságban élnek, a folyamatos családi viták ellenére, amik Ferit érik, mivel ő csak egy egyszerű nyomdász.
A sorozat folyamán elveszti sorozatbeli édesapját és édesanyját. 
Rokona Janka néni, édesapja testvére. Ő ad nekik kölcsön, amikor megveszik a lakást, amelyet később édesapja fizet ki helyettük, de neki is visszafizetik. Az iskolában igazgatóhelyettes, míg Bujákit ki nem nevezik helyette.